# 6000 United Nations
6000 United Nations è un asteroide della fascia principale. Scoperto nel 1987, presenta un'orbita caratterizzata da un semiasse maggiore pari a 2,6009721 UA e da un'eccentricità di 0,1863224, inclinata di 14,41365° rispetto all'eclittica.
Dal 19 ottobre 1994 al 15 febbraio 1995, quando 6189 Völk ricevette la denominazione ufficiale, è stato l'asteroide denominato con il più alto numero ordinale. Prima della sua denominazione, il primato era di 5956 d'Alembert.
L'asteroide è dedicato all'Organizzazione delle Nazioni Unite. Va notato che la designazione provvisoria conteneva come sequenziale dell'anno il codice UN corrispondente all'acronimo in inglese di United Nations.